# Oskol
Oskol (în rusă Оскол, transliterat: Oskol, în ucraineană Оскіл, transliterat: Oskil) este un râu care curge prin regiunile Kursk și Belgorod din Rusia și prin regiunea Harkov din Ucraina, este un afluent stâng al Donețului (bazinul hidrografic al Donului). Are o lungime de 472 km, suprafața bazinului hidrografic al râului este de14,8 mii km². Izvorăște pe versanții sudici ai Podișului Central Rusesc, în satul Pogojee (raionul Timskii din regiunea Kursk). Se varsă în Doneț la nord-est de Sinicino (raionul Izium din regiunea Harkov).

## Cursul râului
Râul Oskol este cel mai mare afluent al Donețului. Oskolul izvorăște pe versanții sudici ai Podișului Central Rusesc, dintr-o vâlcea din apropierea satului Pogojee (raionul Timskii din regiunea Kursk).
Curge prin regiunea Belgorod și la nord-est de satul Topoli  intră în regiunea Harkov, traversând-o de la nord la sud. În Ucraina râul curge de la nord la sud prin estul regiunii Harkov prin raioanele Dvurecinaia, Kupiansk, Borovaia și Izium. La nord-est de satul Sinicino (raionul Izium din regiunea Harkov) Oskolul se varsă de pe malul stâng în râul Doneț la 580 km de la gura acestuia din urmă.
Lungimea totală a Oskolului este de 472 km. În Ucraina, lungimea râului Oskol este de 182 km.

## Hidrografia

### Bazinul râului

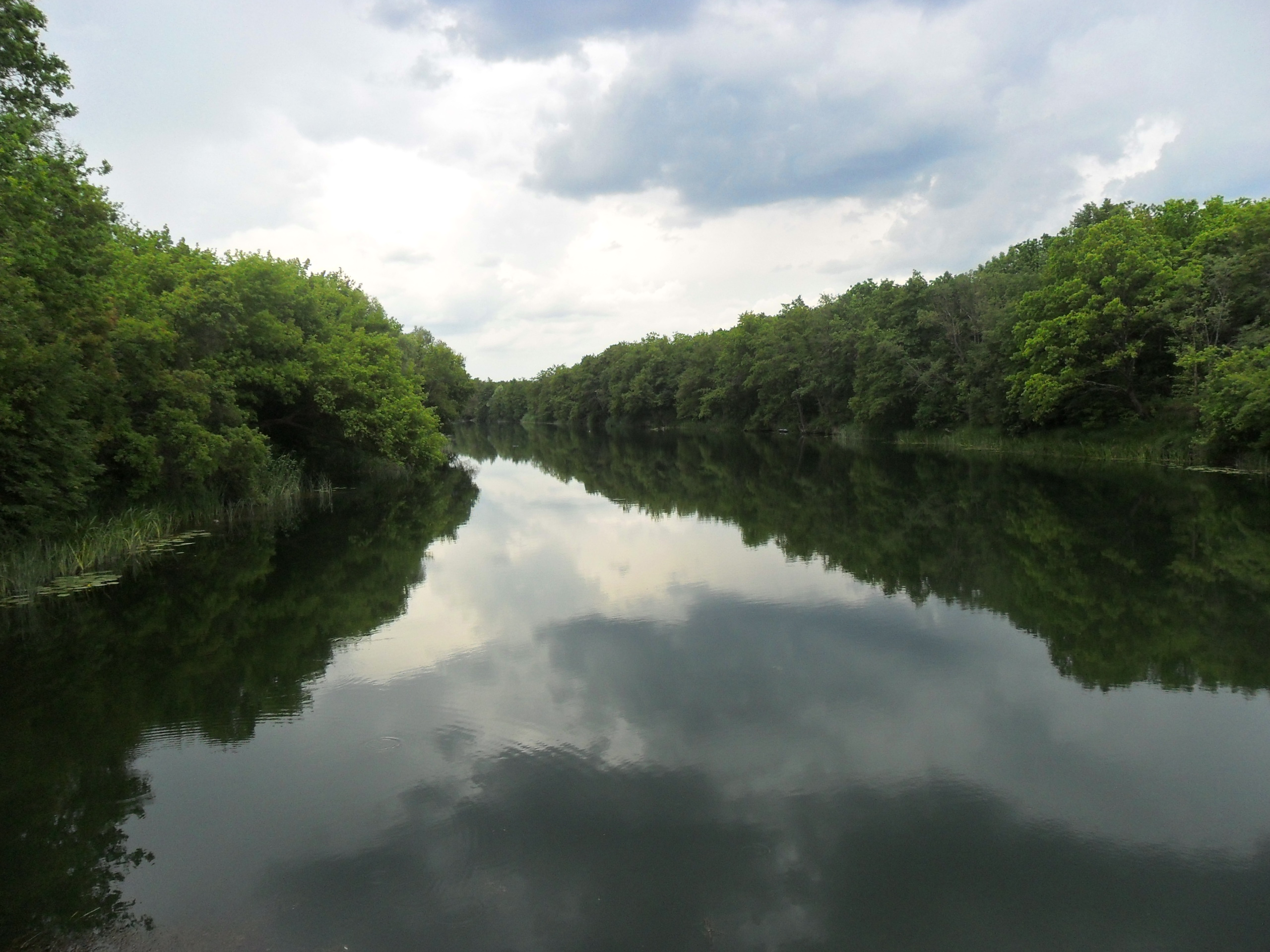
Râul Oskol

Suprafața bazinului hidrografic al râului este de 14.800 mii km². În Ucraina suprafața bazinului hidrografic este de 3687,4 km².
Bazinul râului este puternic brăzdat de eroziuni - văi, vâlcele și râpe. Adâncimea eroziunilor în partea superioară a bazinului ajunge la 100–200 m, în timp ce în partea inferioară scade la 100–50 m. Densitatea rețelei de vâlcele și  râpe este de 0,75–1,0 km pe 1 km².
În bazinul râului predomină cernoziomurile obișnuite cu conținut mediu de humus, mai puțin cernoziomurile podzolite, solonețizate, solurile nisipoase, solurile aluvionare de luncă și alte soluri. Landșafturile vegetale sunt stepice. În trecut, aici se aflau stepe cu colilie și alte ierburi, care apoi au fost arate. Mici suprafețe sunt acoperite cu păduri de foioase și de pini și lunci inundabile.
Deoarece în bazinul râului precipitațiile atmosferice sunt relativ puține (480 mm pe an), iar evaporarea în perioade cu temperaturi peste 10° ajunge la 620-650 mm,rețeaua hidrografică a râului este slab dezvoltată.Densitatea rețelei hidrografice a râului este de 0,18, dar excluzând râurile mai scurte de 10 km scade la 0,12.

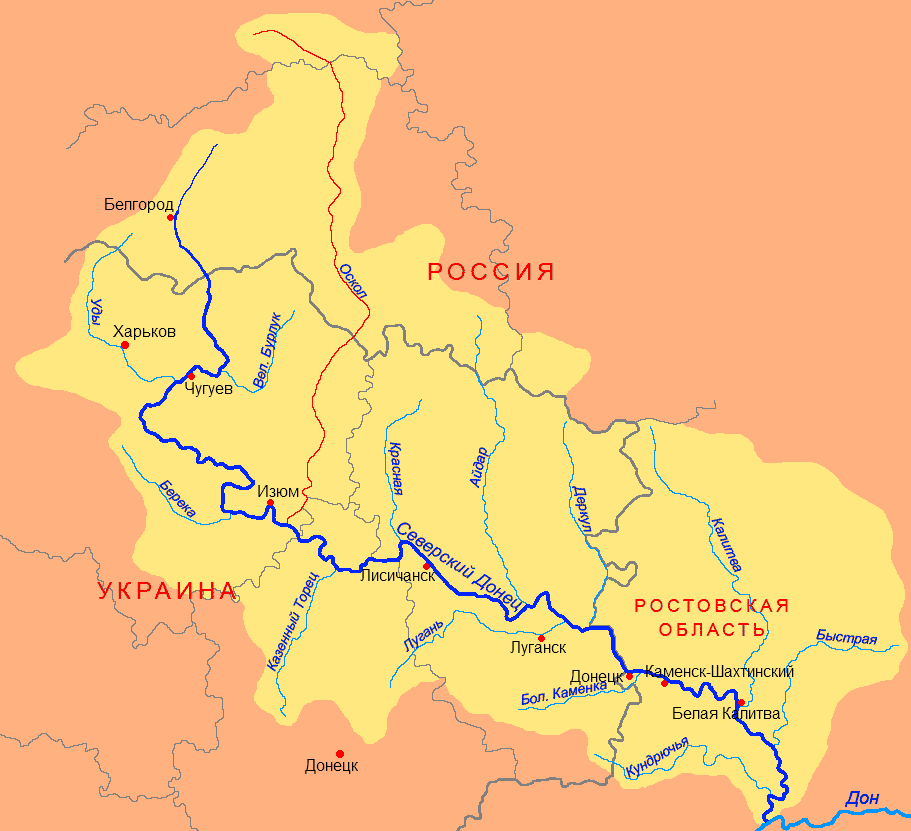
Bazinul Donețului (în roșu râul Oskol

### Valea răului
Valea răului Oskol este destul de bine dezvoltată și are o formă aproape trapezoidală. Este relativ dreaptă, versanții ei sunt asimetrici - cel din dreapta este mai abrupt, brăzdat de râpe, iar cel din stânga este puțin înclinat, terasat. Adâncimea văii ajunge la 125 m, iar lățimea este de 4-9 km.
Terasele râului nu au fost încă suficient studiate. Sunt descrise de la 3-4 până la 7 terase. Terasa luncii se întinde de-a lungul ambelor maluri.
Lunca inundabilă se întinde de-a lungul ambelor maluri, are o lățime până la 1–3 km, se îngustează până la 200 m în cursul inferior. În apropierea satului Oskol lunca inundabilă se îngustează până la 250 m și lângă satul Peski-Radkovskie se lărgește până la 3,5 km. Este acoperită cu pajiști, turbării, brațe moarte, pe alocuri cu păduri de luncă. Populația o folosește pentru fânețe și grădini de legume.

### Albia răului
Albia Oskolului este destul de șerpuitoare și adesea ramificată, fiind împărțită în câteva brațe. Datorită curgerii lente a râului, aceasta este bogat acoperită cu vegetație hidrofilă, iar partea luncii din apropierea râului este acoperită cu stufăriș și sălciș. Între brațele râului se află insulițe acoperite cu stufărișuri și tufărișuri.
Lățime medie a albiei râului este de 30-40 m sau mai mult. Lățimea albiei râului este variabilă și variază de la 10–15 m până la 300 m, mai des 30–40 m.
Fundul râului este destul de neregulat - zonele adânci alternează cu pragurile puțin adânci. Adâncimea zonelor adânci ajunge la 2,5-3 m, rareori 10 m, dar pe praguri scade la 0,4 m (lângă satul Oskol) sau mai puțin. În unele locuri, râul Oskol seacă vara.
Panta râului este de 0,29 m/km. Deoarece panta medie a râului este mică, viteza predominantă a apei este de 0,2 m/s, și numai pe praguri (în apropierea satului Gorohovatka) crește la 1,2 m/s.

### Alimentarea râului
Sursele principale de alimentare a Oskolului sunt precipitațiile atmosferice (în special zăpezile).   Alimentarea din ape subterane joacă și ea un rol important, în principal din apele din straturile cretacice.
În perioada topirii zăpezii primăvara, la sfârșitul lui februarie - începutul lui martie, șuvoaiele de apă se îndreaptă către albia principală a râului, iar nivelul apei din ea crește în decurs de 15-20 de zile. Nivelul maxim al apelor mari (umflarea apelor) de primăvară este de obicei cu 0,2–2,5 m mai mare decât nivelului mediu din etiaj din perioada apelor mici (vara, toamna, iarna) și excepțional cu 5 m. Apoi nivelul apei scade, apa se retrage de pe terasa luncii și începe perioada apelor mici de vară-toamnă, care este uneori perturbată de viituri datorate unor ploi torențiale. Cea mai mare scăderea a apei râului are loc în iulie - septembrie, apoi ploile de toamnă cresc ușor nivelul apei, după care nivelul apei scade foarte mult iarna, în decembrie - ianuarie.

### Debitul
Debitul mediu anual în apropierea orașului Kupiansk este de 37,8 m³/sec, modulul scurgerii este de 3,0 l/sec pe 1 km², cel mai mare debit este de 1900 m³/sec. Debitul mediu anual lângă satul Oskol este de 42 m³/sec, maxim - 2400 m³/sec.  Debitul mediu al Oskolului la gura râului este de 44 m³/s.
În funcție de anotimpuri, debitul mediu anual se distribuie aproximativ astfel: primăvară - 60%, vara-toamna - 30%, iarna - 10%. Debitul solid al Oskolului este maxim în timpul apelor mari de primăvară, când pâraiele aduc mult pământ mărunt, în alte anotimpuri apa este mai limpede.
Pentru monitorizarea debitului au fost construite stații hidrologice lângă orașul Kupiansk (în 1943) și satul Oskol (în 1952).

### Perioada de îngheț
Oskolul îngheață iarna, la sfârșitul lui noiembrie - începutul lui decembrie, mai ales în decembrie.  Stratul de gheață persistă 2,5-3 luni. Grosimea gheții este de obicei de 0,4-0,5 m, iar în iernile mai severe - până la 0,7-0,8 m.
Uneori Oskolul se dezgheață în timpul moinei de iarnă. Cel mai des Oskolul se dezgheață în martie, mai rar în ianuarie și aprilie.

## Utilizarea apei
Apa râului Oskol de mult timp este folosită pe scară largă de către populația locală pentru nevoile casnice și pentru udarea grădinilor. În prezent apa Oskolului este folosită pentru alimentarea cu apă a localităților și a întreprinderilor, irigație, precum și pentru alimentarea cu apă a gării feroviare Kupiansk și producerea de energie (centrala hidroelectrică Oskol).
Mai recent, debitul râului Oskol a fost reglat.  În cursul inferior al Oskolului se află lacul de acumulare Oskol, construit pentru a regla debitul în canalul Doneț - Donbas.
Pe Oskol se află orașele Starîi Oskol, Novîi Oskol, Kupiansk; pe malurile râului și al lacului de acumulare - locuri de recreere.

## Afluenții
Râul Oskol are mai mulți afluenți. Cei mai mari sunt: Valui (are o lungime de 68 km, suprafața bazinului hidrografic 1340 km²), Urazova (45 km, 855 km²), Verhneaia Dvurecinaia (32 km, 380 km²), Nijneaia Dvurecinaia (33 km, 373 km²), Osinovka (20 km, 191 km²), Siniuha (20 km, 251 km²), Bahtîn (21 km, 110 km²).